# 蒼き神話マルス
『蒼き神話マルス』（あおきしんわマルス）は、本島幸久による競馬を題材にした日本の漫画作品。『週刊少年マガジン』（講談社）にて1996年から1999年まで連載。単行本は全13巻、文庫版は全4巻刊行された。
『風のシルフィード』の続編であり、同作に登場した人物が立場などを変えて登場している。

## あらすじ
競馬界で、かつて最強と言われたサラブレッドのディングル血統。しかし、故障・死亡が相次いだためディングルの血統の人気は急落し、源流ディングル自体も死んだと思われ血統は途絶えたかに思われた。
そんな折、ディングル血統に情熱を注ぐ明都大学の遺伝学者「凪野泰輔」がディングルの仔・ヘルメスの仔を作ろうと試行錯誤していた。そんな苦労の末、待望のディングル血統の仔が誕生した。その仔馬こそ、ローマ神話の神の名を受け継ぐ「マルス」であった。
彼らには様々な試練が立ちはだかったが、諦めずに乗り越え、マルスは宿敵シルフィードの子孫「白の一族」との決着でダービーを制覇し、種牡馬としてディングルの血を残す為に引退した。
現役時代にしのぎを削った牝馬、パンドラとの交配も済ませ、順当な種牡馬生活をスタートさせたマルスだったが、白の一族とは別系統のシルフィードの子孫、エアリアルが欧州に出現する。エアリアルは海外のビッグレースに挑戦した白の一族を撃破し、返す刀でマルスとの戦いを望む声明を出した。マルスもそれに応じ、中央競馬では一度引退した馬の現役復帰は認められないため、地方競馬（岩手）で現役復帰して「指定交流競走」に勝つことでジャパンカップに出走を可能にする。マルスは何とか勝利したが、スタート直後からレコード狙いのハイペースで走っていた上、エアリアルに追いつかれそこで更にペースを上げたため、ゴール寸前に心臓停止。そのままゴールを果たす。かくしてマルスは戦場（ターフ）に散り神話となった。
そして4年後東京競馬場にはマルスの活躍を称え銅像が設置され、最高・最強の配合で生まれたマルスの仔の新しい神話がスタートするのだった。

## 登場人物
凪野馬守（ナギノ・マモル）
本作における人間側の主人公。馬守の名は「馬を守る子になって欲しい」との願いを込めて母親の結がつけた。
中学卒業後、騎手養成学校に入学し騎手となる。マルスの主戦騎手であり谷村厩舎唯一の専属騎手。軍神を操れる唯一の男であり唯一の相棒。
第一話冒頭ではマルスの出産に立ち会うべく騎手養成学校を脱走した。騎手としての馬守は、養成学校時代から優秀であったと友人の野々村那智が語っている。しかし、脱走、命令無視、遅刻ギリギリと授業態度は良くなかった。体内時計は正確そのもの。しかし、初勝利するまで重心の問題の克服に悩み時間がかかり、騎手デビューから6戦連続2着と勝ち切れない状況が続いた。克服した後も逃げ、先行ととにかく前方に行く戦法を好んでいる。
性格は明朗快活だが天荒からはバカと言われ、また少し安直なところも見受けられる。根は優しいものの、気が強く敵側のキャラクターへの言葉遣いは乱暴など、前作の主人公森川駿とは対照的な性格。
凪野泰輔（ナギノ・タイスケ）
国立明都大学教授であり遺伝学者。妻の結とは自身が助教授だった頃に日崎静の反対を押し切って結婚した。妹は舞子。長男は馬守。友人は才谷僚平。
彼がヘルメスとの仔の配合に血道を上げたことで、結果的に結は死に追いやられてしまった。また、マルスの存在は勤務先の大学の教授会からは正式な研究として認められず、マルスも個人所有の馬扱いであったため、馬主を探すのに苦労したという。馬主を探す段階ではマルスの育成費用どころか餌代にも事欠いていた。なお、その教授会はマルスの共同通信杯での敗北を機に牧場を本格的につぶそうとしていたが、スプリングステークスでのマルスの勝利に感動し、一転して積極的に協力するようになった。
元々僚平の頼みで作ったヘルメスであったが、並みならぬ愛情を持つにいたり、ヘルメスが病にかかって死に至った際には気落ちしてマルスの日本ダービー終了まで墓の前でふさぎ込んでしまっていた。
日崎（凪野）結（ヒザキ・ユイ）
泰輔の妻。妻であり、泰輔の研究助手でもあった。
泰輔が助教授の時駆け落ち同然に結婚した。日崎静の一人娘。ヘルメスを天皇賞に出すべく寝る間も惜しみ世話をするが、そもそも馬など触ったこともないお嬢様育ちで、疲労が心臓に負担をかけて倒れ、馬守と泰輔に看取られながら息を引き取る。
入院していた時に書いたノートを馬守が遺品を整理中に発見し、このノートに従いマルスの母馬を探した。
凪野舞子（ナギノ・マイコ）
泰輔の妹。泰輔の友人である才谷僚平と結婚。僚平の死後は才谷牧場でディングルの世話をしている。
才谷僚平（サイタニ・リョウヘイ）
泰輔の友人であり舞子の夫。
ディングル日本輸入の発案者。その理由は思いを寄せていた舞子が、ディングルの蒼い瞳を綺麗だと言ったことから。人を惹きつける不思議な魅力を持っている。後にディングルが野良馬になったと知ってから探しまわり、遂に発見したが代償として両手の指と足の指を凍傷で失った。しかし見つけ出したディングルは生殖能力を失っており、ヘルメスも競走馬復帰は絶望的と見られたため、気力を失った才谷は見る見る内に衰弱。ヘルメスが天皇賞で優勝した後は笑顔が戻ったようだが翌年に死去。おまけページの作者コメントによると死因は特に考えていなかったとの事。
日崎静（ヒザキ・シズカ）
日崎商事会長。結の父親であり泰輔の義理の父。結は泰輔が助教授の時に結婚したが静は認めていない。
泰輔から馬主になってほしいと乞われたが、一人娘を馬と泰輔が奪ったと考えていたため断る。しかし「結の思い」に動かされマルスを3000万で落札して危機を救う。
マルスがデビュー戦で勝利した事を報告で知り、結の墓参りをした時偶然にも馬守に会う。馬群の練習をどうするか悩んでいた馬守に、新車の馬運車をデビュー戦の勝利祝いとしてプレゼントした。
谷村建太郎（タニムラ・ケンタロウ）
馬守が騎手養成学校卒業後所属する厩舎の調教師。妻の名は妙子で、前作の主人公森川駿の中学時代の担任。一人息子は慎太郎。前作ではシルフィードの騎手でありシルフィード側の人間だった。妙子とはシルフィードや駿の活躍を通して知り合い、次第に仲を深めていく様子が描かれ、前作の終盤で結婚した。育成名人天荒の最高傑作レッドドラゴンに騎乗した経験もある。
騎手時代から減量で苦しみ、度々落馬を経験した。最終的に視力低下で騎手を引退、その後調教師になり谷村厩舎を持つ。調教師としては若手であり新人でもある。
理論的なところがあり、時折自らの騎手時代の経験も踏まえて意見を戦わせている。通称「谷建」。新人で周囲からは見くびられる事も多いが、ベテランの厩務員からはその才能を買われており、マルスの日本ダービー制覇後は周囲からも認められて良馬が入ってくるようになった。
マルスのジャパンカップでの現役復帰に際しては中央競馬会会長に直談判に行ったが、シルフィードの時と違って特例は認められなかったが、地方競馬で復帰させるというアイディアを見出した。
天田荒一郎（アマダ・コウイチロウ）
競走馬育成牧場「天田牧場」場主。育成名人として名高いがいきなり馬を殴り、怯まずに立ち向かってくる闘志を秘めているかどうかを調べる。この独特な方法でマルスの闘志を知り、素質を知った。
藤村厩舎の元厩務員。担当馬レッドドラゴンが三冠を制覇し藤村厩舎の跡継ぎになるかと思われたが、河原崎の策謀によりドーピング疑惑を掛けられ、レッドドラゴンと共に失脚し北海道に去った。天荒牧場を開いたがドーピングの影響で誰も馬を預けない中、凪野親子がやって来て、マルスを預かることになる。
睨む時の顔はまさに鬼の形相。疑惑が晴れてからは谷建と二人三脚でマルスを育てていく。またレッドドラゴンが現役だった頃、谷建とは調教師と騎手の関係でもあり旧知の仲。 荒削りな武闘派であるが故に、時折意見の相違がある。
河原崎とは藤村厩舎時代からライバル関係である。通称「天荒」哲平の証言で彼のドーピング疑惑は晴れたが、特にマルス以外の育成を行う様子はなく、マルスの引退後は天荒牧場に引っ込んでしまう。しかし、エアリアル陣営からの挑戦状を受けてからはマルスの再調教に名乗りを上げる。
デザインベースは必殺シリーズの念仏の鉄であることがコミックス収録のおまけページの作者コメントに明記されている。モチーフとなった鉄が演じる山崎努の次回作準備の為に、坊主頭から髪を伸ばしたのに対し、天田は長髪から坊主頭に変わるという演出がなされている。
紅堂サキ（クドウ・サキ）
紅堂財閥の紅堂章仁の長女。章仁が亡くなった直後に後を継いだ。兄は早川ジン（仁）。
兄の存在を知ったのは章仁が息を引き取る直前だった。その後、ジンを東京に連れてこようとしたものの紅堂牧場が放火された際に居合わせ、ユキカゼを厩舎の中から連れ出そうとジンと一緒に厩舎の中に入るが、厩舎が崩れそうになりユキカゼに命を救われる。厩舎の中で過熱した鉄棒を誤って握り、手に大火傷を負ったために常に手袋をしている。後に渡米して大学に通い獣医の資格を取得している。
後にシルフィードジュニアを買い取り、白の一族を生み出した。一見すれば冷徹な辣腕オーナーだが、馬への愛情は本物である。
冷たい性格に見られがちだが本来はよく笑う快活な性格である。シルフィードジュニアのまえでだけは本来の笑顔を見せる、らしい。駿がジュニアを譲る最後の決断をさせたのもジュニアを見る彼女の目だった。
また、アルコンの母馬を聞いてきた馬守にも親切に答えている。
早川ジン（ハヤカワ・ジン）
章仁の実の息子ではあるがジンは章仁が母を捨てて逃げたと思っており、章仁も憎ませることでジンを成長させるしかないと思っていた。それ故に章仁は、サキに対しジンに近寄るなと命令する。
地元の居酒屋でディングルの種付けを望んでいた森川修一郎に、あくまで純国産馬に拘りディングルは強いが外国産であるという自らの考えをぶつけた。その愛馬ユキカゼ号は未出走馬だったが、彼の熱意と併せ馬でのユキカゼの20馬身後ろからでも現役馬を怯えさせる凄まじい闘志を見て動かされ森川は協力を申し出る。ところがユキカゼ産駒のシルフィードが活躍し始めた矢先、ジンは紅堂牧場で火災に巻き込まれ、ユキカゼを失った挙句に煙を吸い込んでしまい、植物人間になってしまう。
その後、意識が戻ったのはダービーでマルスが優勝した直後だった。意識が戻った後は白の一族の方針を全て任されており、マルスの仔との対戦前に白の一族を世界最強にすべく、海外遠征を決定している。
後藤一弥（ゴトウ・カズヤ）
フェイユンの元馬主。本作ではガンティアンの馬主である。前作『風のシルフィード』でも登場している。競り市で日崎静にマルスを落札されたことを根に持っている。銀行家であり「馬は商品」と考えているので余計な金はかけたくないと常々考えている。
前作ではただドライなだけでさほどの悪人には描かれていなかったが、今作では序盤の敵役として登場し、競り市でマルスを奪い取ろうとするなどの行為で、これには同じ競り市に参加していた風間(前作の敵役の一人で本作ではこの競り市のエピソードのみ登場)も呆れていた。馬守には「強欲じじい」と思われている。前作から12年の月日が流れているが、容姿はほとんど変わらず。
バブルがはじけた後の不況で銀行経営も上手くいっておらず、性格もはじけてしまったようで皐月賞ではガンディアンの活躍に今までから考えられないほど狂喜乱舞したり、レース後、「馬の恨みを車ではらす」などといって陽の車にぶつけるも工事中の道路にはまるなど完全なギャグキャラと化している。
河原崎玄三（カワラザキ・ゲンゾウ）
JRA栗東所属。幾多の名馬を作り出し、数々の重賞制覇の実績を持つ凄腕調教師。
半面、あまりに調教が厳しいので馬を何頭も潰し「死神」なる不名誉なあだ名もつけられている。
捨て子であったが調教師・藤村虎一に拾われ、虎の右腕と称されるほどの技術を習得していたが、天荒と跡継ぎ争いの際、哲平にレッドドラゴンに薬物入り飼い葉を与えるよう仕向け、天荒をドーピング実行者として競馬界から追放させ藤村厩舎を継ぎ、関西ナンバー1調教師と言われるまでに出世する。当初は自厩舎で斜行癖のあるトーゴーディック号に馬守を乗せて騎乗停止の処罰を受けさせようと画策したり、ガンティアンの馬主・後藤と組んでマルスの邪魔をするなど、ただの悪役として描かれていたが、府中3歳ステークスのあたりから、気落ちしたガンティアンにハードレーニングを施し、エルルナを破るほどの馬に鍛え上げ、また、一度肺を潰したハヤタを鍛え直し、マルスに勝つまでに仕上げ、さらに敵であるはずの向井陽にエルアルコンの蹄の治療法を教えるなど、本物の調教師と描かれている。
その一方で「優しすぎる騎手」野々村那智の可能性を見出したのも河原崎である。レッドドラゴンにドーピングをしたのを実は後悔してお り、その理由を藤村から「ずっと一人だったが馬だけはいつもそばにおり、お前ほど馬が好きな奴はいない」と評した。以来、二度と馬を裏切らないこと、どんなに身体を壊していようが見捨てたりしないと誓っている。肺を壊したハヤタを見捨てなかったのもこのためであり、馬を潰しかねないハードトレーニングを施すのも「走れない競走馬は死んでいるも同じ」という理論のためである。
市村松也（イチムラ・マツヤ）
JRA・河原崎厩舎所属の騎手。通称「市松」。馬守を小僧と呼び、マルスのデビュー戦ではガンティアンに騎乗し敵役を演じたが、その後はトーゴーディック号で斜行をしてしまった馬守を擁護したり、GIではアドバイスを与えている。
感情を全く表情に出さないためクールな印象。派手さはないが渋い騎乗ぶりで「仕事師」と呼ばれ、ベテランだけあって分析は鋭い。
亜門兄弟（アモン）
兄は真央（マオ）、弟は理央（リオ）。一卵性双生児。美形であり、女性ファンが多い。
両親を早くに亡くし、経済的事情からそれぞれ別に育てられた。真央がエルソルに騎乗、理央はエルルナに騎乗している。二人とも馬群のコントロールが得意。理央は紅堂サキの言葉に傷つき一時失踪したが、兄真央はその意志を継いで朝日杯3歳ステークスに出走し、エルソルの白い稲妻を発動させるまでに至る。そのレースぶりを見て理央も復帰。しかし、不利な距離でのレースばかりを走らされて2着続きだったため、サキからは期待されていないのではと疑いを持つが、ジンの見舞いに行くサキを偶然目撃し、その本当の想いを知ったことでNHKマイルカップで気迫でエルルナの白い稲妻を発動させて勝利し、日本ダービー出走を決めた。四天王に騎乗するまで重賞に勝ったことがなかったため、マスコミからは「客寄せパンダ」と揶揄されていた。
向井姉妹（ムカイ）
姉は陽（ヒナタ）、妹は茜（アカネ）。向井牧場が借金で潰れたため陽は騎手になり、茜は父の弟に引き取られる。茜は昔ツバサから落馬したため、運動ができない足になった。2人は性格がまるで違うため、すれ違いの日々を送っていた。陽はエルアルコンの主戦騎手。中学卒業後、茜の夢を継ぐ為に騎手となり、ツバサの子であるエルアルコンへの騎乗を自らサキに頼み込んでいる。この件で茜は陽がツバサを処分した相手に頭を下げていたという思い違いによる対抗意識からマルス陣営に接近していくが、馬守の助言もあり、やはり姉は姉であるという思いから陽とエルアルコンを応援した。陽の方も皐月賞では茜が子供の頃使っていた鞍を使ってレースに挑んでいる。皐月賞後に手術が成功した茜と対面して無事に和解した。このエピソード中途から馬守といい仲になり、マルスの引退後も牧場にくっついてきて、ほかの女に鼻を伸ばす馬守に制裁を加えたりしている。が、陽は馬守の事を（誤解を招く発言もあったが）茜に付く悪い虫として認識したようである。
名倉十郎（ナクラ・ジュウロウ）
リーディングジョッキーであり、エルディオスの主戦騎手。父は姓こそ違うが冨良木与一。父の影響からか、騎手は一流とか競馬の神云々とやたらプライドに拘る。その為、一流騎手はレースで実力を発揮すればいいという考えでエルディオスの調教も与一に任せていた。子供の頃、父与一が呑んだくれていたことからに与一を嫌うようになった。
朝日杯3歳ステークスでは自分のプライドを優先させた結果、マルス・ガンティアン・エルソルに敗れた上に、馬を殺す乗り方をしたためエルディオスと呼吸が合わなくなり敗戦を重ね、青葉賞では父与一への乗り替わりを命じられる。だがそのレース中、与一の古い馴染みである天荒から、父が呑んだくれになった本当の理由と、エルディオスの臆病な性格を教えられ、父が自分にエルディオスの乗り方を指南してくれているのだと気付き改心する。その後はエルディオスの性格に合った走りをするようになった。
おまけページの作者コメントによると、モチーフとなったのは四位洋文。
真崎猟（マサキ・リョウ）
地方岩手競馬のトップジョッキー。何かと地方競馬を見下す中央競馬を嫌っている。騎乗技術は超一流で地方・中央交流レース「みちのく3歳特別」に地方馬パンドラで参戦。マルスに先着を許さなかった。
おそらくモデルは岩手競馬所属で、同じく岩手競馬所属のまま中央フェブラリーステークス（GⅠ）に勝ったメイセイオペラの騎手だった菅原勲（もっとも菅原騎手は中央を嫌ってはいないが）。
本作では馬守以外で唯一レースでマルスに騎乗している。
野々村那智（ノノムラ・ナチ）
騎手養成学校時代の馬守の友人。母を助けるため騎手になった。
初登場時は気が弱く全く勝てないダメ騎手だったが、市松の怪我により代役としてハヤタに騎乗し、共同通信杯4歳ステークスに出走、マルスに勝利した。
その後は人が変わったように勝ちまくり、わずか3ヶ月でGI騎乗資格を得る31勝を突破。日本ダービーでは市村から実力でハヤタの主戦騎手の座を奪い取った。九州出身。
森川駿（モリカワ・ハヤオ）
前作の主人公で、シルフィードの騎手。最終巻のジャパンカップのみ登場。騎手はすでに引退しており、アメリカで生産者として活躍していることが作中語られていた。
サキにシルフィードジュニアを譲る際、いつかジュニアとシルフィーナの子同士を対決させようと約束しており、最終巻で約束通り自ら育て上げたシルフィードの孫、エアリアルで「キングジョージ」「凱旋門賞」など海外の大レースで対戦するが、あっさり全勝してしまったため、落胆していた。凱旋門賞前にマルスの引退式に出席しており、種牡馬の身体ではない事を察して白の一族全滅後にジャパンカップにてマルスとの対戦を希望する。報道陣に、既に引退したマルスはもう規定で復帰出来ない事を示唆されると、「方法はある」と、マルス陣営が何らかの手でジャパンカップ出走を実現させる事を期待するコメントを出した。ジャパンカップでは命を懸けてまで勝利をもぎ取ったマルスに涙を流しながら完敗を認めた。前作での詳細は『風のシルフィード』を参照。
夕貴潤（ユウキ・ジュン）
かつて闘神マキシマムの騎手であった。最終巻のジャパンカップのみエアリアルの騎手として登場。本作では髪の毛がかなり伸びている。ジャパンカップでエアリアルと共にマルスに挑み、計算に基づいて勝利を得ようとしたが、命を懸けたラストスパートまでは読み切れずに敗北した。詳細は『風のシルフィード』を参照。
菊池正太（キクチ・ショウタ）
谷建の師匠。医者に酒を止められているが構わず飲んでいる。本作では馬の診療所を経営していて、かつて面倒を見た真崎を知っている。前作ではシルフィードの調教師として登場した。
松造（マツゾウ）
菊池の回想の中でのみ登場。前作『風のシルフィード』では、主人公森川駿の最も身近にいた人物の一人だった。本作では菊池と共に馬の診療所を共同経営している。
森田哲平（モリタ・テッペイ）
元藤村厩舎・河原崎厩舎厩務員。ドーピング実行者として名乗り出た直後に河原崎に解雇された。その後マルス陣営入りし、天荒に代わりレッドドラゴンの世話をしている。
冨良木与一（フラキ・ヨイチ）
名倉十郎の父。主に障害レースに騎乗。
十郎の祖父・名倉伍平調教師の元娘婿。しかし伍平に面と向かって意見を言ったところ反感を買い離婚させられ、しかも騎乗できなくなるようにされ、ヤケを起こして呑んだくれ、そのせいで体重が増え減量が苦手となり「乗れずの与一」という不名誉なあだ名がつけられた。
普段はエルディオスの調教をしているので、実は臆病な馬だと知っていた。青葉賞前の障害レースでは減量による体力低下が原因で落馬した。しかし本番の青葉賞に勝ち、十郎にエルディオスの本当の乗り方を教える。
藤村厩舎時代の天荒とは古い顔馴染み。
有田（アリタ）
ヘルメスの元馬主。
大学教授の馬には誰も振り向かなかったが「綺麗な目をしている」と気に入ってヘルメスの馬主になった。ヘルメスの仔の馬主になるのを楽しみにしていたが、マルスが生まれる一年前には他界していた。
田辺夫妻（タナベ）
ハヤタの生産者。田辺牧場で初の競走馬として産まれたハヤタに期待を寄せる。
育成牧場での事故で肺が潰れたハヤタを一度は競走馬にするのを諦めかけたが、河原崎にハヤタの素質を認められ競走馬にすべく地獄の特訓をした。河原崎厩舎を訪れた際偶然にも野々村那智に会い、ハヤタの生い立ちを話して共同通信杯に出る決意を固めさせた。
田中調教師（タナカ）
谷村厩舎の隣に田中厩舎を持つ。田中厩舎は関東の有力厩舎の一つ。
性格はかなり悪い。2人の息子がいて、兄は騎手でもある一郎、弟は慎太郎のライバルである二郎。息子2人は父親と非常に似ており、馬守達からはクローン親子と思われた。
弟の二郎はボクシングを習っており、マルスの敗戦から慎太郎を苛めるグループの主犯格になっていたが、内外タイムス杯で兄一郎が騎乗する馬がコバロンに敗れて以降はイジメを止めた模様。一方の一郎は反則紛いの行為を得意とする危険な騎手で、内外タイムス杯で馬守に負けたことを根に持っていたので、皐月賞では後藤と組んでガンティアンと共に登場したが結局、墓穴を掘った。
藤村虎一（フジムラ・トライチ）
回想シーンのみの登場。通称・虎。藤村厩舎（後の河原崎厩舎）の前所長で、天田と河原崎の師匠であり、河原崎の事実上の養父。臨終に際し後事を河原崎に託したが、天田を陥れたのが河原崎であること、及び河原崎が調教師としての良心までも失っているわけではないことを見抜いており、「ドーピングは絶対やるな」と遺言した。

## 登場馬
マルス
凪野馬守とコンビを組む本作における馬側の主人公。才谷がヘルメスの仔に、ローマ神話最強とされ軍神を意味する「マルス」と命名するよう存命中に泰輔に頼んでおり、名付けられた。馬主は日崎静。
母はフェイユン。父はディングル血統馬ヘルメス。ヘルメスは近親配合で産まれた故に4歳の間熱発で苦しんだ。そのため母馬はディングル血統にはまったく関係のない血統のフェイユンが選ばれた。特別な配合でディングルの血を濃く受け継いでおり、生まれた時は普通だったが同い年の馬と比較すると小柄である。
フェイユンの溺愛により乳離れせず人間を信用しておらず、牧草を食べるはずの時期になっても母乳以外を口にしなかったため衰弱死の危険が迫っていたが、馬守が苦労の末に人間嫌いを克服させる。育成当初はGTFという牧場に入っていたが、途中で白の一族に出会い意識し過ぎたためマルスは社長から育成を断られてしまう。馬守は追い出される形となったマルスを、育成名人天荒に預けようとするが門前払いに。しかし、マルスの素質を認めてもらい何とか預かってもらう。そして谷村厩舎に入厩し、重心の問題をいかに克服するか悩んでいた馬守を助ける。
デビューしてからは連勝を続けるが、函館3歳ステークスで白の双子との激戦を制した直後倒れた。そこから虚弱体質に悩まされ、何とか回復し数々の戦いで勝利するも、共同通信杯4歳ステークスでハヤタに敗れる。
次走スプリングステークスでは大学側が牧場を廃止にしようとしていたが、マルスがエルアルコンに勝利し廃止の危機を救う。皐月賞ではエルアルコンに敗れたが、引退戦となった日本ダービーで勝利した後に、レース毎にボロボロになるまで走るマルスを案じた馬守の意向により引退し、ディングルの血を残すため4歳という若さで種牡馬となる。
一年後、白の一族を撃破したエアリアルが出現しマルスに戦いを挑み、マルス自身もそれに応じたことで舞台はジャパンカップへ。本来中央競馬では引退し、登録抹消した馬は二度と復帰できないが、マルスは地方競馬である岩手で復帰し、ジャパンカップ指定交流競走で優勝して地方（岩手）所属による地方招待馬として出走。本番ではスタートからハイペースで逃げ、最後までスピードは衰えず、ゴール寸前に心臓が停止しながらもエアリアルを抑え、そのまま先頭でゴールし戦場に散った。5歳だった。
紅堂サキが「マキシマムの生まれ変わり」と評するように、マキシマム並みの闘志がマルスには宿っており、マキシマム同様に勝つことで更に強くなっていく。ディングルの象徴である蒼い瞳を持ち、気性は荒い。また、マキシマムとは異なるが額に稲妻のような星（模様）が入っているのも特徴である。
「闘志に火がつく」と表現されているように基本的にはラストスパートで勝負しているが、スプリングステークスでは最初ハイペースでエルアルコンから逃げ、後半は余力を持たせスパートをかけて勝利した事と、最終戦となったジャパンカップでは初めからハイペースでエアリアルから逃げている点が例外である。しかし、それ故に一度闘志に火がついてしまうと、馬守ですら止められないという弱点があり、元々の体質の弱さと合わせて非常に扱いの難しい馬である。また、「火がつく」と眼が前作のヒヌマボークのように充血して蒼から紅に変色する。
マルスの死から4年後に、白の一族とマルスの仔である雷神トールが登場する。
ヘルメス
近親配合で誕生したディングル血統馬。父馬、及び母の父馬はディングル、母馬は不明。
父ディングルは日本で次々と活躍馬を輩出したが、特徴的な蒼い瞳は仔に遺伝していなかった。それを不満とした才谷が遺伝学者である凪野泰輔に依頼し、青い瞳を受け継いだヘルメスが誕生、才谷が舞子にプロポーズするきっかけを作った。現役時代は「音速の旅人」と呼ばれた。
近親配合の影響で、虚弱体質と言われる原因の熱発を4歳の時に体験している。その間全くレースに出なかったため、ディングル血統の人気は急落する。5歳になり天皇賞で優勝するが、レース後に倒れそのまま引退。以後は種牡馬となったが、仔にも体質の弱さが強く遺伝してしまい、マルス以前の仔は死産ばかりであった。
マルスの荒療治を馬守が行った際、フェイユンを馬運車に乗るよう仕向けたのはヘルメスである。また、馬群の特訓の際は天荒牧場でレッドドラゴンと共にマルスに睨みを利かせている。源流ディングルが父馬だが、ディングルとは異なり気性は穏やかである。
種牡馬生活中、人間では癌に相当する不治の病にかかりマルスが日本ダービーに出る2日前に病死した。
シルフィードの一歳下の世代であり、天皇賞（秋）ではそのライバルだったシャオツァンロン（小蒼竜）やカザマゴールドを破っている。また、主戦騎手は駿の同期で親友の島村圭吾である。
フェイユン
マルスの母馬。
結が指定するディングル血統ではない頑丈な馬という条件に一致していたので、母馬として白羽の矢を立てられた。元馬主後藤に丈夫なだけが取り柄で血統も良くなかったので、繁殖させるより走らせた方が金になるという理由で50戦以上を酷使されたせいで足が曲がっている。後藤からは使いつぶせば3000万にはなると吹っ掛けられたが、その目を気に入った泰輔が家財全てを売り払って買い取った。
フェイユンにとってマルスは初めての仔だったために溺愛してしまった。マルスの全弟も受胎したが、死産している。
ディングル
ディングル血統の源流。
アメリカで種牡馬生活を送っていたところで才谷僚平が日本輸入を発案し、紅堂財閥がスポンサーとなり13歳で日本に輸入された。小さな才谷牧場ではとても管理しきれないため、紅堂財団関連の牧場へと預けられた。
日本での種牡馬成績は目覚しいものであり、ディングル血統と表現されるほどの繁栄を見せた。だが、紅堂財団の権力争いの最中にディングルは別の牧場へ売却される。更にディングル血統もマキシマムの骨折、引退を契機として次々とレース中の事故に見舞われ、ヘルメスの熱発がトドメとなって虚弱血統の烙印を押されたことで種付け希望者はいなくなり、種付け料での借金返済を目算にしていたその牧場は破産。しばし野良馬生活を送る。それを才谷が発見し才谷牧場へ連れて行くが、野良馬生活で身体機能が著しく低下し、種牡馬生命は既に絶たれていた。
本作に登場するサラブレッドでは、最年長の34歳（人間で言うと100歳超）である。才谷の死後は舞子が世話をしている。表舞台から完全に姿を消していたため、谷健は死んだと思い込んでいた。
一流の競走馬の気性の荒さは闘争心の表れであると泰輔が語っているように、種牡馬となっても闘争心は衰えることを知らなかった。人呼んで「パーフェクトブルー」。
マキシマム
通称「闘神」。ディングル血統最高傑作。
前作『風のシルフィード』にも登場しており、シルフィードと死闘の末にダービーを制覇した。しかし同年末の有馬記念でシルフィードと2着同着で完走（優勝はヒヌマボーク）するも、予後不良と診断されるほどの骨折に見舞われ、命は取りとめたものの競走能力喪失で引退し馬主の世界戦略のため海外で種牡馬生活を送っている。
仔はマックスハート。マックスハートもまたマキシマム同様ダービーを制覇している。また、マキシマムとシルフィーナの仔であるエアリアルは海外で活躍し、ジャパンカップでマルスと戦ったが僅差で敗れた。
本作では、マルスがマキシマムの生まれ変わりだと紅堂サキに評されている。
シルフィードジュニア
父シルフィード、母シズカ。双子であり、姉の名はシルフィーナ。
マキシマムの仔マックスハートに日本ダービーで敗れる。現役競走馬として脂の乗った時期真っ只中であったが、その時期の血をそのまま次代に継承できればディングル血統にも勝てると考えた紅堂サキが日本ダービーの直後に買い取り、白の一族の祖とした。
紅堂牧場での火災により愛する者を全て失い、シルフィードも志半ばで散ってしまったサキにとってシルフィード血統のシルフィードジュニアでマキシマム血統を打倒することは至上命題であった。結局真の決着の場としていた日本ダービーでもマルスには勝てなかったものの、兄ジンが目覚めた事によって自分の戦いは終わった事を悟った。また、マルス引退後は白の一族とディングル血統のマルスが結びついてトールが生まれたことでシルフィード血統とマキシマム血統の戦いも完全に終結した。
エルアルコン
父シルフィードジュニア、母ツバサ。「アルコン」とは鷹を意味する。
かつて向井牧場で茜が乗っていたツバサの仔であり、希代の逃げ馬。天荒曰く「四天王の中で間違いなく最強」。事実四天王では唯一マルスを降し、皐月賞を制している。
父シルフィードから「奇跡の蹄」を受け継いでいる。この蹄は普通の馬の蹄に比べ幅が広く平たい。まるで飛ぶような大胆な走法は並外れたスピードをエルアルコンにもたらす。しかしその形状故に、雨の馬場では非常に滑りやすいという弱点がある。
ディオス並みの筋力も誇っており、本来は雨の馬場でも問題としないパワー走行も可能だが、あまりにも強すぎて蹄を割ってしまう（蹄鉄すら吹き飛ばす）ため、封印されている。雨の重馬場となった皐月賞で勝つ為に封印を解いて勝利するものの、ダービー出走は絶望視されたが、河原崎の助言による本当の味噌焼きによって何とか出走にこぎつけている。
エルディオス
父シルフィードジュニア、母不明。「ディオス」とは神を意味するが、本作中では破壊神とも言われている。
白の一族では最も大きく、パワーの面では最強。特に小柄なマルスと比較すると体重が100kg重い。基本的にはラストスパートを得意とするが、朝日杯3歳ステークスでマルスに敗れたためラストスパートに自信が持てなくなった。馬も馬場も弾き飛ばす戦い方も得意としていたが、マルスにはこの体格差を逆に利用されて自ら飛ばされて加速する戦法で優位に立たれている。そこで馬場を跳ね上げる戦法に切り替え、マルス自身には通用しなかったが、馬守のゴーグルを壊して視界を奪うという形で打撃を与えている。しかし、この戦法に固執するあまりに馬場状態が特に悪いコースを進んでスタミナ切れとなり惨敗した。更に市松曰くの「馬を殺す乗り方」により、十郎との折り合いも悪くなって以後惨敗が続く。
外見からは到底想像も出来ないが、シルフィードから臆病な性格を受け継いでしまっており、他馬が苦手である。とりわけマルスに敗れて以来、更に臆病になってしまったが、それ以来先行逃げ切り型を中心とした戦い方になった。また、父との不仲も解消された十郎との折り合いも回復した。
エルソル・エルルナ
父シルフィードジュニア、母不明。双子の馬で、「ソル」は太陽、「ルナ」が月という意味。非常に仲が良く育成牧場でも馬運車での移動の際も必ず2頭でいる。
エルルナは府中3歳ステークスで、競馬の神の領域とされる3F33秒台、即ち「白い稲妻」を出したため骨折した。また、エルソルも朝日杯でエルルナと同じ33秒台の走りをしてマルスを追い詰め2着に入った。その後、皐月賞には出走しなかったものの、エルソルはプリンシパルステークスを勝ってダービーに出走。エルルナは復帰後、長くレースから離れていた為に「不利な条件でも逃げずに立ち向かう強い気持ち」を鍛える為にマイル路線を進み、2着続きではあったが、最後にNHKマイルカップに勝利し、ダービー出走を決めた。
現実では、双子はアドマイヤベガのように胎内で栄養の取り合いになり発育が悪くなるので片方は殺す。前作においてもシルフィーナとシルフィードジュニアの誕生の際に、岡恭一郎はそれを口実として、厄介払いの名目でジュニアを主人公森川駿の元に残し、シルフィーナのみを引き取った。
ガンディアン
シャオツァンロン産駒。名前は鋼天という意味。騎手は基本的に市松である。
マルスのデビュー戦では敵として戦い、ゴール直前にマルスに気迫負けし2着でゴールした。それ以降は他馬に怯える癖がついてしまい全く勝てなかった。その為馬主である後藤はガンティアンを売り飛ばそうとしたが、河原崎が徹底的に鍛え直し無駄な肉を18kg削ぎ落とし再び強豪馬に仕上げ、府中3歳ステークスでエルルナの追撃を凌いで勝利し、朝日杯でも好走した。
その後、河原崎は府中3歳ステークスがピークだったという理由でこの馬でのマルス打倒は諦めたが、後藤はなおも諦めずにダート路線に転向して3連勝し、馬守に恨みを持つ田中一郎に乗り換えて「雨のテロリスト」として重馬場になった皐月賞へ出走。最内を抑えて重馬場に苦しむアルコンを沈め、更にマルスも苦しめるが、田中一郎が挑発に近い馬守の早いスパートに応じてしまったため、最終コーナーを曲がり切れずに自身が掘っていた馬場につかまった挙句、アルコンに最内を逆に抑えられて脱落した。
ペルフェクト・テイオーボーイ
谷村厩舎所属。馬守が時折騎乗している。
コズモレンジャー
谷村厩舎所属。府中3歳ステークスで馬守が騎乗している。
コバロン
谷村厩舎所属。前作『風のシルフィード』に登場し谷建が騎乗した経験があるバロンの仔。7歳。
現役であるにもかかわらず2年以上勝っていない。性格はバロン譲りで、臆病で落ち着きがない。谷建は自分が騎乗したバロンへの恩返しという理由で、大事に預かり続けている。内外タイムス杯でヒットードーシンに勝利。
ヒットードーシン
田中厩舎所属。GIIIで勝った5歳馬である。
内外タイムス杯では一番有力視されていたが、騎手の田中一郎のミスによりコバロンに敗れる。
ハヤタ
河原崎厩舎所属。
マルスの戦友でもある。
田辺牧場で初めて産まれた競走馬として期待されていたが、育成牧場でマルスと共に白の一族に勝負を挑み、無理をしたため肺を潰してしまった。それ以来他馬に怯えるようになり、競走馬になることは絶望視された。そこへ河原崎が現れてハヤタのポテンシャルを見出し、馬が怖けりゃ逃げればいいという河原崎が出した方針の下、田辺夫妻はハヤタに地獄の特訓を行い逃げ馬として必要な心肺機能を高め河原崎の手に委ねた。その甲斐あって、共同通信杯4歳ステークスにおいて僅差でマルスに勝利。しかし、弥生賞では連闘で出走してきたエルアルコンのペースに付いていけず、再び肺を潰しかけた為、市松自らハヤタを止めて敗北。肺は何とか無事だったものの皐月賞には出走できなかった。
そして日本ダービーでは、野々村那智と共に登場している。ダービー後、天皇賞では逃げ馬としての素質を活かし古馬相手に逃げ切り勝ちをしている。
パンドラ
地方岩手競馬所属。主戦騎手は真崎猟。
能力より血統が優先されるサラブレッド界で、先祖が血統不明でサラブレッドとは認められない サラ系の馬。
そのため軽視・差別され、その恨みで「殺気」を内に秘めていた。
菊池正太の診療所に連れて行った時点では、腰が甘く立つのがやっとで走ることも出来ない状態だったが、真崎は自ら整体を行った。しかしその際に暴れて真崎に怪我を負わせ顔面に傷を作ってしまった。
それでも真崎が徹底して鍛えあげ、3歳牝馬（現2歳）ながら9戦9勝というキャリアで福島競馬場で行われた地方交流オープン「みちのく3歳特別」に出走。牝馬ながらマルスに抜かせず同着に下す。そのウィナーズサークルではマルスの姿にちょっと引かれる様子を見せており、引退後はマルスと交配している。
作者は実際にサラブレッドクラブ・ラフィアンのサラ系牝馬マイネセラヴィ(京成杯の勝ち馬マイネルビンテージの母）の一口馬主だった事もあり、それがモチーフになっていると思われる。
レッドドラゴン
「幻の三冠馬」と呼ばれる天荒の最高傑作。また、マルスの育ての親である。
凪野親子が天荒にマルスを預けに来た際に、天荒にマルスを預かるように促した。馬群の特訓の時には、ヘルメスと共にマルスに睨みを利かせている。3歳のデビューから4歳初めまでは谷建が騎乗していた事もあり、谷建は天荒とレッドドラゴンの実力を認めている。天荒が手がけた馬の中では最高の素質を持っており、皐月賞・日本ダービーの2冠を制する。だが当時新人厩務員だった哲平が河原崎にそそのかされ薬物をレッドドラゴンの飼い葉に入れてしまった為に、菊花賞でドーピングを実行したとして競馬界から追放され天荒と共に北海道に去った。
競走からは当然引退しているが、年齢が12歳である事に気付いた馬守が「どう見ても5、6歳の現役馬じゃねえか!!」と驚愕するほど若々しい。河原崎厩舎を解雇された哲平が天荒に代わり世話をしている。
エアリアル
最終話となるジャパンカップに登場。シルフィードの孫（マキシマムとシルフィーナの息子）で、前作の主人公森川駿（シルフィードの騎手）と夕貴潤（マキシマムの騎手）が手塩にかけて育て上げた、もう一つの"白の結晶"。400Mを10秒5×2の21秒で走れる「最大限（マキシマム）の白い稲妻」を武器とする（これは2400Mのうち2000Mを平均ペースの2分で走ったとしても最後の400Mのスパートだけで連載当時の世界レコードタイム2分22秒2を圧倒的に上回れる）。
外見は祖父に瓜二つ。海外で鍛え上げたその実力は底知れず、マルスのライバルである白の一族をことごとく撃破し、最終話でマルスと激突。まともにいけば勝利は確実であったが、初めから死を覚悟していたマルスの走りの前に僅差で敗れ、鞍上の夕貴も「今日のエアリアルに勝てる馬は、’’’この世’’’には1頭もいない。けど’’’死ぬまで’’’走られちゃな...」と兜を脱いだ。
ユキカゼ
シルフィードの父。早川ジンが世話をしている。
父は有馬記念を2連覇した内国産馬フウジン。だが、フウジンとその仔が次々と伝染病で死亡したため、ユキカゼもその疑いをかけられた。結局伝染病には感染していなかったのだが、それが証明された頃には既に現役で走れる歳ではなくなっていたため、未出走のまま種牡馬入り。だがそんな馬を種付けしたがる牧場などあるはずもなく、種牡馬成績は皆無だった。ある日早川ジンと繁殖牝馬サザンウインドを管理する森川修一郎が出会った事でシルフィードが誕生する。それまではジンの生活費稼ぎのため、現役馬の併せ馬をかって出ており、引退馬でありながら20馬身後ろからでも現役馬を怯えさせる凄まじい闘志を放つ。その様子を見た岡恭一郎は「あの馬の現役時代が見たかった」と評し、修一郎も「サザンウインドの末脚に、ユキカゼの闘志があれば名馬が生まれる」とほれ込んでジンに種付けを依頼した。そして、その闘志は息子シルフィードに受け継がれる事になる。
シルフィードの活躍によって評価が高まって種付け希望者もちらほらいたようだが、シルフィードが日本ダービーに出走する直前、火災から紅堂サキと早川仁を守り死亡。その死に顔は息子のシルフィードとそっくりであった。
なお、『風のシルフィード』の時点ではシルフィードの父親は黒鹿毛だったと松造に言及されていたが、サキが白にこだわる為にはシルフィードの父も白でなければいけないという理由から設定変更され、葦毛になった。

## エピソード
- 連載直前に『週刊Gallop』誌上で作者へのインタビューが掲載されている。その際に前作の『風のシルフィード』連載時は競馬の知識がほとんどなかったので、現実の競馬にそぐわないスポ根物漫画としてのエピソードが多くなってしまったが、本作では競馬の魅力の一つでもある「血統」の魅力を伝えたいと語っていた。